# تالار مشاهیر اتحادیه بین‌المللی فدراسیون‌های دو و میدانی
تالار مشاهیر اتحادیه بین‌المللی فدراسیون‌های دو و میدانی (انگلیسی: IAAF Hall of Fame) در سال ۲۰۱۲ میلادی توسط اتحادیه بین‌المللی فدراسیون‌های دو و میدانی بنیان نهاده شد و هدفش، ارج‌نهادن بر افرادی است که مشارکت‌های ارزشمندی را در زمینهٔ ورزشِ قهرمانیِ دو و میدانی، هم در سطح کشوری و هم در سطح بین‌المللی، داشته‌اند.
حداقل شرایطِ لازم، جهتِ ورودِ نام قهرمانان به این فهرست، به قرار زیر است:
1. کسب حداقل دو مدال طلا در بازی‌های المپیک تابستانی یا مسابقات جهانی دو و میدانی
2. ثبت حداقل یک رکورد جهانی
3. گذشت حداقل ۱۰ سال از بازنشستگی‌شان در ورزش دو و میدانی